# Incendio del Chiado

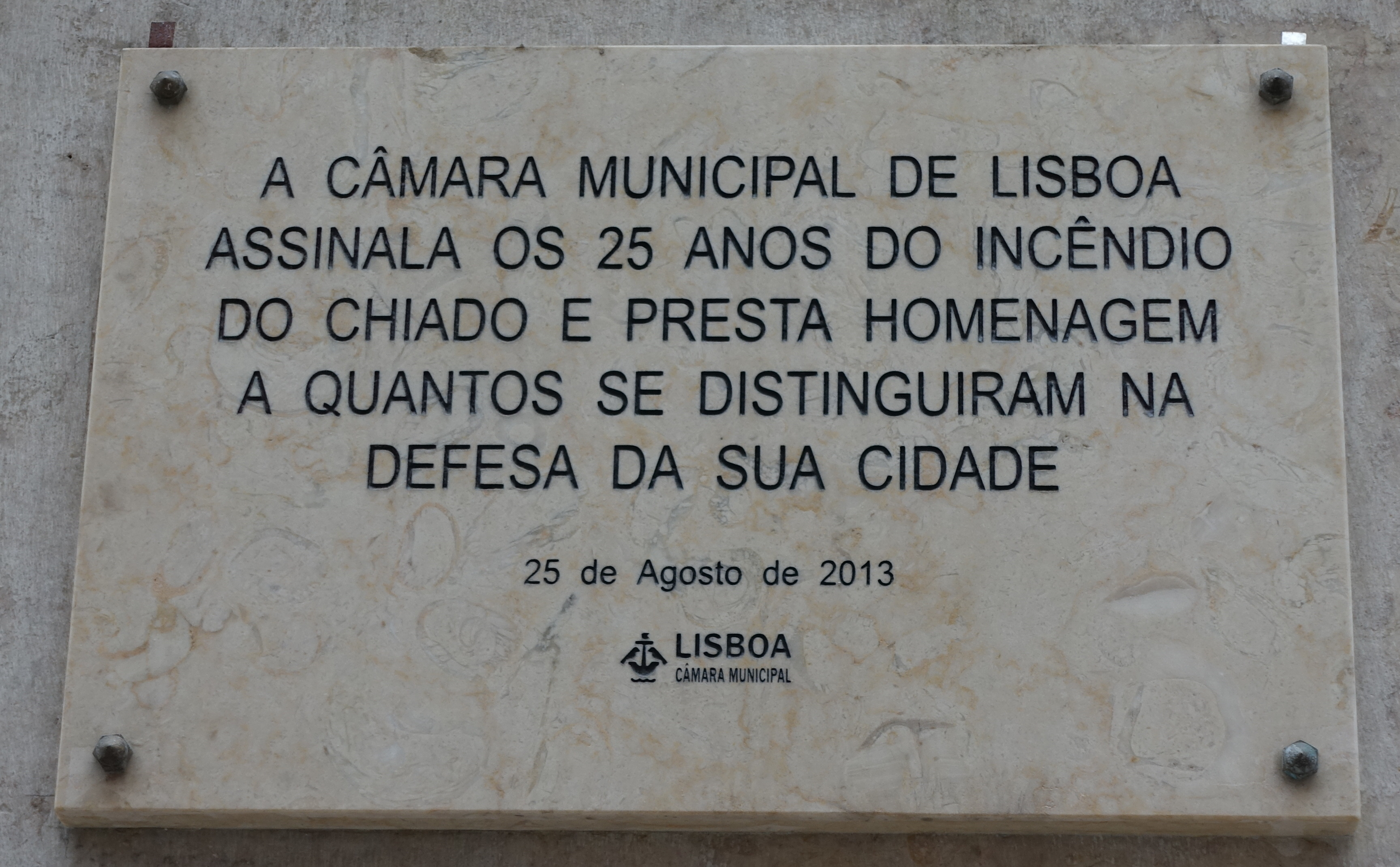
Placa colocada en la zona en 2013 recordando el suceso.

El incendio del Chiado se inició el 25 de agosto de 1988 en los Almacenes Grandella, junto a la  Rua do Carmo en el barrio del Chiado en Lisboa.
El fuego, que comenzó en torno a las cinco de la madrugada, se extendió rápidamente, alcanzando a gran parte de los edificios comprendidos entre las calles do Ouro, do Carmo, Garrett, Sacramento, Ivens y Nova de Almada. La dificultad de los bomberos para intervenir, debido al mobiliario urbano que impedía el paso de los camiones y la estrechez de algunas calles, permitió que las llamas se expandiesen con suma facilidad de unos edificios a otros.
Además de las tiendas y de las oficinas, quedaron destruidos numerosos edificios del siglo XVIII del periodo pombalino.

## Después del incendio
Tras el incendio, los bomberos permanecieron en la zona durante más de dos meses removiendo escombros. Durante ese periodo, 58 días después del inicio, se encontró entre las ruinas el cadáver de un electricista jubilado de 70 años. Otra de las víctimas mortales fue Joaquim Ramos, un bombero de 31 años que falleció al ser alcanzado por una lengua de fuego que le produjo quemaduras en el 85% del cuerpo. Hubo, además, 42 heridos y cerca de ocho hectáreas de comercios, oficinas y viviendas destruidos, y un total de 18 edificios afectados.

## Reconstrucción
El proyecto de reconstrucción, que preservó muchas de las fachadas originales, a partir del "Plan detallado para la recuperación de la zona
siniestrada del Chiado", fue dirigido por el arquitecto portugués Álvaro Siza Vieira.
Inicialmente se consolidaron de forma provisional las fachadas y las paredes interiores que eran susceptibles de conservarse, para continuar con la demolición total de aquellos elementos irrecuperables.
En fases posteriores se reconstruyeron los restos conservados y se levantaron nuevas fachadas manteniendo las características arquitectónicas originales, reinterpretando los espacios interiores destruidos y diversificando sus usos.